# Sint-Theresiakapel (Neuville-en-Ferrain)
De Sint-Theresiakapel (Chapelle Sainte-Thérèse) is een hulpkerk, gelegen in de tot het Noorderdepartement gelegen stad Neuville-en-Ferrain behorende wijk Risquons-Tout.
Het gebouw was oorspronkelijk een in 1815 gebouwd douanekantoor. In 1928 werd dit omgebouwd tot een kapel ten dienste van het toenemend inwonertal in deze aan de Belgisch-Franse grens gelegen plaats. Het is een langgerekt bakstenen zaalkerkje, voorzien van spitsbogige vensters en een dakruiter.